# Будинок науки і творчості Львівської залізниці
Бу́динок на́уки і тво́рчості Льві́вської за́лізниці (інші назви — Палац залізничників, Рокс) — будівля, що належить Львівській залізниці та розташована у Львові на вулиці Федьковича, 54/56. Пам'ятка архітектури місцевого значення під охоронним № 317-м.

## Історія
1928 року, для забезпечення процесу спорудження по вулиці Кентшинського (нині вул. Федьковича) дому професійної спілки залізничників було обрано Комітет з будівництва. Остаточний проєкт споруди було погоджено у 1932 році, але будівельні роботи розпочалися значно раніше — у 1930 році. На конкурсній основі, підряд на будівництво виборола львівська будівельна фірма «Генрик Заремба і Спілка». Архітектурне опрацювання проєкту здійснив відомий варшавський архітектор Ромуальд Міллер, а технічне — інженер-будівельник Єжі Нехай. 
Ділянку під будівництво обрали на місці давнього Городоцького цвинтаря. Міський будівельний уряд зобов'язав архітектора співпрацювати із археологами, а усі знайдені під час риття котловану під фундамент будинку артефакти передавати музейним працівникам. Урядовцями вимагалося внести зміни до креслень робочого проекту, оскільки вони не відповідали нормам Будівельного уставу Львова 1928 року, а також вимагали вхід у будівлю розташувати з боку залізниці та відступити на 6 метрів від території колишнього Городоцького цвинтаря. Були також пропозиції щодо включення до проєкту басейну із роздягальнями та душовими кабінами.
Процес зведення будинку проходив вкрай повільно та важко. У листопаді 1931 року на будові трапився нещасний випадок, а саме опора, що тримала перекриття новобудови, не витримала навантаження та зламалася, а один з робітників, що знаходився під нею, загинув. Роботи було призупинено, а керівник підрядника Генрик Заремба давав пояснення в суді. Ще більше ситуацію ускладнило те, що Заремба водночас був свідком у справі загадкового вбивства його доньки Ельжбети — так званій «Справі Ґорґонової». Після виплати штрафів дім добудували та здали в експлуатацію наприкінці 1937 року, але через відтермінування не вдалося реалізувати ідеї з басейном, але зданий об'єкт мав велику та гімнастичну зали, великий вестибюль з касою, двома гардеробами та магазином, чотири сходові клітки, залу зібрань, кімнату для гри в шахи, більярдну, бібліотеку та квартиру директора. Великий зал Дому профспілки залізничників впродовж 1938—1944 років використовували як кінотеатр «Роксі» на 800 глядацьких місць. Власниками кінотеатру були Едвард Бжезінський та Іґнатій і Альфред Нестлі.

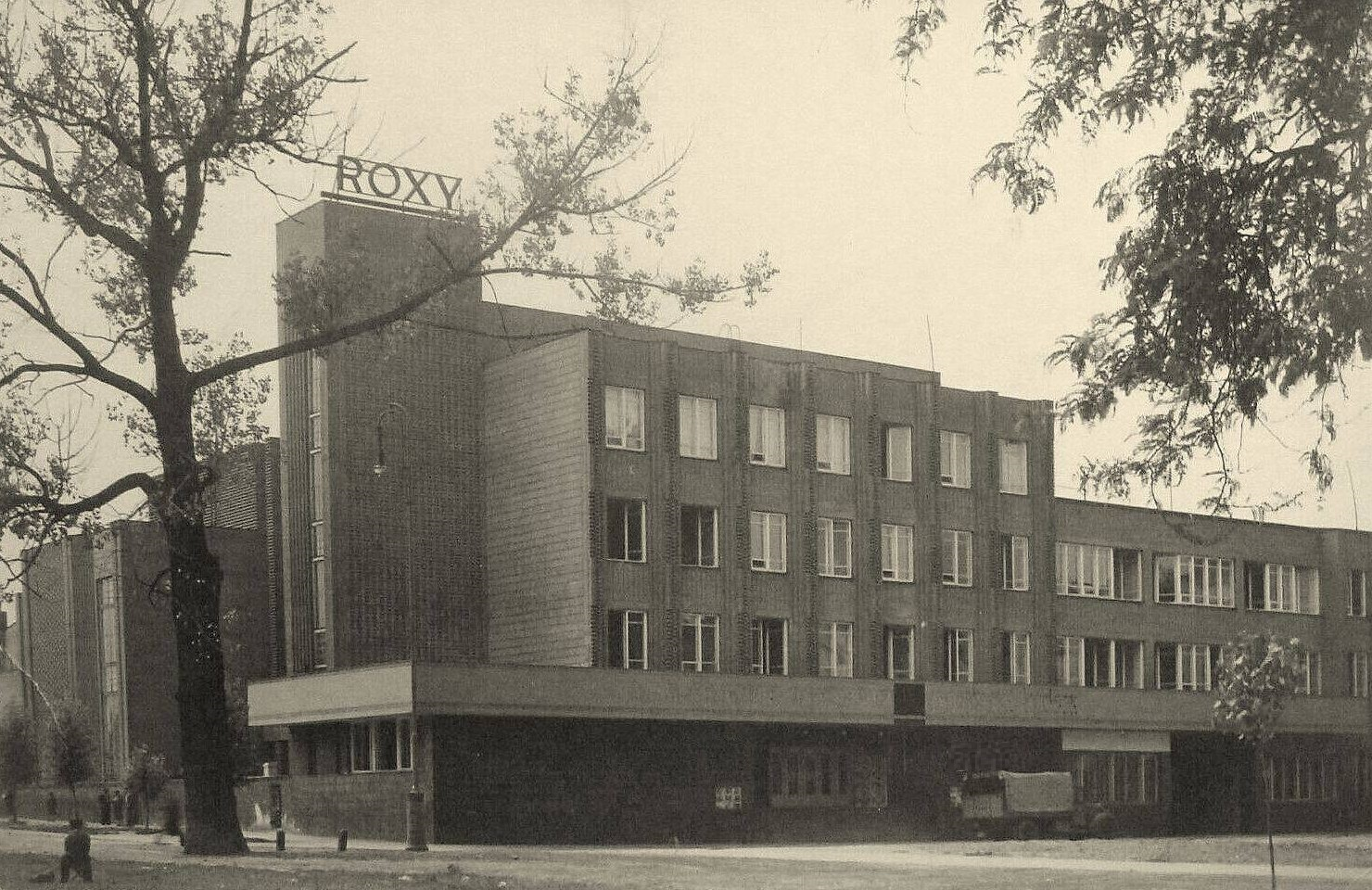
Будівля спілки польських залізничників з кінотеатром «ROXY» у Львові (1942 рік)

По війні — Палац залізничників. У великій залі якого традиційно діяв кінотеатр, що не мав офіційної назви, хоча упродовж кількох десятиліть побутувала назва «Рокс». Там також упродовж багатьох років проводились новорічні свята з ялинкою для школярів найближчих шкіл, а також працювали чисельні гуртки.
Перед його чильним фасадом розташований сквер, що виник на фрагменті колишнього Городоцького цвинтаря. Зі скверу по закінченню другої світової війни, безслідно зникла пам'ятна колона на честь коронації Чудотворної ікони Божої Матері, проте у 1945 році у сквері з'явився пам'ятник «батькові народів» — Йосипу Сталіну, демонтований у 1961 році, згодом пам'ятник В. І. Леніну, демонтований у 1990 році.
У 1999 році, на фасаді будинку, встановлено меморіальну таблицю, яка інформує, що у цій будівлі 14-15 травня 1999 року відбулася VI зустріч Президентів країн Центральної Європи. В приміщенні палацу залізничників працює музей історії «Львівської залізниці» (заснований 1972 року, відновлена експозиція відкрита у 2001 році).
У 1990 — початку 2000-х років у Львові діяло організоване злочинне угрупування «Рокс», яким керував Орест Завінський. Назва походила від польської довоєнної назви будинку культури залізничників — «Polska Kolejowa Spółka» (за заголовними літерами), яка з часом трансформувалася у «РОКС». У тридцятих роках в будинку діяв кінотеатр «ROXY» і був відповідний напис, що дав назву цілому району, у межах якого діяло угруповання. Хоча існує версія, що своє угрупування Завінський назвав на честь своєї доньки Роксолани — «Роксі».